# Saint-Pierre (wyspa w Saint-Pierre i Miquelon)
Saint-Pierre – mniejsza z dwóch głównych wysp Saint-Pierre i Miquelon, zamorskiego terytorium Francji, leżącego na Oceanie Atlantyckim niedaleko wybrzeży Kanady. Wraz z kilkoma małymi wyspami w pobliżu (m.in. Île aux Marins) tworzy gminę Saint-Pierre, zamieszkaną przez 5623 osoby (2017). Powierzchnia wyspy wynosi około 26 km².
Główną miejscowością na wyspie jest Saint-Pierre, stolica terytorium. Najwyższą górą jest Le Trépied, wznosząca się na 207 m n.p.m.

## Transport
Na Saint-Pierre znajduje się międzynarodowy port lotniczy Saint-Pierre, obsługiwany przez linie lotnicze Air Saint-Pierre z połączeniami m.in. do Halifaksu, Montrealu, na wyspę Miquelon i do portu lotniczego St. John’s w Nowej Fundlandii.